# El Vernet (Tona)
El Vernet és una masia de Tona (Osona) inclosa a l'Inventari del Patrimoni Arquitectònic de Catalunya.

## Descripció
Edifici d'un sol cos, cobert a doble vessant, amb portal dovellat. A la dovella central hi ha gravat el nom de la casa i la data de construcció. Al primer pis hi ha tres finestres de llindes d'un sol carreu, contrallinda amb ampitador motllurat i brancals de carreus ben tallats i polits. La llinda de la finestra central està treballada amb una sanefa molt senzilla. Correspondria a la tipologia d'una masia clàssica (grup II, tipus 2), segons la classificació de Danés i Torras.
A la part del darrere de la casa s'hi han fet ampliacions i actualment hi viu una altra família.

## Història
El Vernet forma part d'una zona ben definida de Tona anomenada la Barroca, i era un dels límits de la part de ponent, assenyalant la franja que va de Güells i el Serrat del Vernet al torrent de Segalers, que divideix el terme de Tona i el de Muntanyola. Es considerava als "barrocans" un grup de pressió organitzat, sobretot durant els segles XVII i XVIII, ja que eren els grans terratinents del poble. Malgrat aquesta popularitat tan tardana, la majoria dels masos situats a l'àrea geogràfica definida com La Barroca són dels més antics de Tona.
El segle xvi, època de construcció del Vernet, és una època d'un creixement econòmic que fomentarà el procés de consolidació del poble de Tona, iniciant l'onada constructiva que culmina els segles XVII-XVIII.